# Balanophora dioica
Balanophora dioica là một loài thực vật có hoa trong họ Balanophoraceae. Loài này được R.Br. ex Royle mô tả khoa học đầu tiên năm 1836.